# Rudolf Tetzlaff
Rudolf Tetzlaff (* 22. Juni 1905 in Berlin; † 23. Dezember 1989 ebenda) war ein deutscher Verleger.

## Leben
Tetzlaff studierte Volkswirtschaftslehre und promovierte 1933 zum Dr. rer. pol. Nach dem Studium trat er in den von seinem Vater Arthur Tetzlaff gegründeten Verlag Dr. Arthur Tetzlaff in Berlin ein.
Den im Zweiten Weltkrieg zerstörten Verlag baute er ab 1947 in Frankfurt am Main wieder auf. Neben der Eisenbahn-Fachzeitschrift Signal + Draht, die 1906 zum ersten Mal erschienen war, wurden weitere Titel in das Verlagsprogramm aufgenommen, darunter die Fachzeitschrift Der Eisenbahningenieur und Elsners Taschenbuch.
Tetzlaff beendete zum Jahreswechsel 1975/76 seine verlegerische Tätigkeit, als der Dr. Arthur Tetzlaff-Verlag als Tetzlaff Verlag GmbH in das Verlagshaus Hoppenstedt eingegliedert wurde. Am 1. Januar 1990, kurz nach Tetzlaffs Tod, ging der Verlag in den Deutschen Verkehrsverlag über, der 2007 in DVV Media Group umfirmierte.

## Quelle
- Meldung: Altverleger von „Signal + Draht“ Dr. Rudolf Tetzlaff †. In: Signal + Draht, 82 (1990), 1/2, S. 40, ISSN 0037-4997

| Personendaten    | Personendaten      |
| ---------------- | ------------------ |
| NAME             | Tetzlaff, Rudolf   |
| KURZBESCHREIBUNG | deutscher Verleger |
| GEBURTSDATUM     | 22. Juni 1905      |
| GEBURTSORT       | Berlin             |
| STERBEDATUM      | 23. Dezember 1989  |
| STERBEORT        | Berlin             |